# 蒙哥馬利郡旗
英國威爾斯蒙哥馬利郡的蒙哥馬利郡旗目前還沒有正式決定，停留在議論階段。蒙哥馬利郡旗現在有兩個設計方案，第一個是黑底上有三個白色馬頭，第二個是黃底上有紅獅圖案。